# 국민협의회
국민협의회(國民協議會, 인도네시아어: Majelis Permusyawaratan Rakyat, 영어: People's Consultative Assembly)는 인도네시아 공화국 정부의 입법부이다. 상원(인도네시아어: Dewan Perwakilan Daerah, 영어: Regional Representative Council)과 하원(인도네시아어: Dewan Perwakilan Rakyat, 영어: People's Representative Council)의 양원(兩院)으로 구성되어 있다. 상원과 하원 모두 직접 선거를 통해 선출된다.

## 구성

### 하원
인도네시아 헌법에 따라, 하원의 580명의 개별 의원은 지역을 대표하며, 임기는 5년이다. 하원 의석 수는 인구수에 따라 주 별로 배분된다. 각 주에서 선출하는 하원의원의 수는 인구비례에 따라 정해진다. 서자와주처럼 인구가 많은 주에서는 의원을 91명이나 선출하는 반면, 리아우 제도주, 방카블리퉁주, 고론탈로주, 서술라웨시주, 북말루쿠주, 서파푸아주와 같이 인구가 적은 주는 각각 3명의 하원의원을 뽑는다.

### 상원
152명의 상원 의원은 5년 임기로, 인구와 관계 없이 각 주에는 4명 씩의 상원 의원이 있다.

## 같이 보기
- 인도네시아 공화국 정부
  - 입법부
    - 국민협의회
      - 지역대표의회(地域代表議會)
      - 인민대표의회(人民代表議會)

  - 행정부
    - 내각
    - 대통령

  - 사법부
    - 대법원(大法院)
    - 헌법재판소(헌법재판소)
    - 사법위원회(司法委員會)